# Guerra de Granada
La guerra de Granada fue el conjunto de campañas militares que tuvieron lugar entre 1482 y 1492, emprendidas por la reina Isabel I de Castilla y su esposo, el rey Fernando II de Aragón, en el interior del reino nazarí de Granada, que culminaron con la rendición del sultán Boabdil, quien había oscilado entre la alianza, el doble juego, la contemporización y el enfrentamiento abierto con ambos bandos.
La victoria cristiana tuvo como consecuencias la integración en la Corona de Castilla del último reino musulmán de la península ibérica, finalizándose el proceso histórico de la Reconquista que los reinos cristianos habían comenzado en el siglo VIII. Ese hecho motivó que el papa Alejandro VI concediese a Isabel y Fernando el título de Reyes Católicos en 1496.
Los diez años de guerra no fueron un esfuerzo continuo: solían marcar un ritmo estacional de campañas iniciadas en primavera y detenidas en el invierno. Además, el conflicto estuvo sujeto a numerosas vicisitudes bélicas y civiles. En el bando cristiano fue decisiva la capacidad de integración en una misión común que emprendió principalmente la Corona de Castilla, apoyada por la nobleza castellana y el imprescindible impulso del clero, bajo la autoridad de la emergente Monarquía Católica. La participación de la Corona de Aragón fue de menor importancia: aparte de la presencia del propio rey Fernando, su participación consistió en la colaboración naval, la aportación de expertos artilleros y el empréstito financiero. En el bando musulmán fueron notables los enfrentamientos internos entre distintas facciones que favorecieron el éxito de sus contrarios.
La protocolaria entrega de las llaves de la ciudad y la fortaleza-palacio de la Alhambra el 2 de enero de 1492 se sigue conmemorando todos los años en esa fecha, con un tremolar de banderas desde el Ayuntamiento de Granada.

## Significado

Este mapa corresponde a la situación de los cinco reinos peninsulares a comienzos del. El territorio del Reino de Granada en 1482 era ligeramente más reducido, sobre todo en su extremo occidental, habiendo cedido la zona del Estrecho y Antequera.

### Modernidad
La guerra de Granada, a pesar de mantener muchos rasgos de la Edad Media, fue una de las primeras guerras de la Edad Moderna, por el armamento y tácticas empleadas (más que batallas en campo abierto, fueron decisivos los asedios resueltos con artillería, y las maquiavélicas maniobras políticas, aunque no faltaron ejemplos de heroísmo caballeresco, también propios de la época). Significó una etapa intermedia clave en la evolución bélica de Occidente entre la Guerra de los Cien Años y las Guerras de Italia. También era moderna la condición del ejército vencedor, al que, a pesar de su heterogénea composición, o precisamente por ella (acudieron todo tipo de fuerzas, desde las tradicionales, reunidas por los nobles, los concejos, las órdenes militares, los señoríos eclesiásticos; hasta otras como la recientemente organizada Santa Hermandad y auténticos mercenarios profesionales provenientes de toda Europa incluyendo un grupo de arqueros ingleses dirigidos por Lord Scale) se suele considerar como un precoz ejemplo de ejército moderno, permanente y profesional (para la historiografía más tradicionalista, con rasgos de ejército nacional, probablemente con abuso del término), en un momento en que se estaban definiendo las monarquías autoritarias que conformarán los estados-nación de Europa Occidental.
España, en trance de formar su unidad territorial, fue uno de los principales ejemplos tras el matrimonio de los Reyes Católicos (1469) y su victoria en la Guerra de Sucesión Castellana (1479).
La guerra de Granada fue utilizada para asociar al Reino de Castilla y al Reino de Aragón en un proyecto común, ofreciendo a la aristocracia una actividad al mismo tiempo lucrativa para ella y útil a la monarquía, que puede ser exhibida al mismo tiempo como empresa religiosa en conformidad con la nueva forma de identidad social más combativa: el espíritu del cristiano viejo.

### El fin de la Reconquista y el comienzo del Imperio
La guerra de Granada, al ser la última posibilidad de expansión territorial de los reinos cristianos frente a los musulmanes en la península ibérica significó el fin de la Reconquista, proceso histórico de larga duración que había comenzado en el siglo VIII.
La "Reconquista" es un término ideológico dotado de una carga semántica poco neutral, y debe entenderse en sus justos términos: no había significado una continuidad de hostilidades en todo el periodo; y de hecho, desde la crisis del siglo XIV se había detenido (se han contabilizado 85 años de paz por 25 de guerra en el periodo 1350-1460), al conformarse el Reino de Castilla, el único con frontera frente a los musulmanes, con el control del estrecho de Gibraltar y el mantenimiento del Reino de Granada como un estado vasallo y tributario en cuya política interior se intervenía en ocasiones. En momentos de debilidad castellana, ocurría al contrario, que los nazaríes ejercían sus propias iniciativas, suspendiendo los pagos, incendiando y saqueando localidades (algunas tan lejanas como Villarrobledo) o recuperando algún pequeño territorio (Cieza y Carrillo en 1477), a veces en connivencia con alguna de las facciones que dividían Castilla (las disputas entre el Marqués de Cádiz y el Duque de Medina Sidonia llevaron a este último a aliarse con los granadinos, que arrebataron el castillo de Cardela al primero con su ayuda). La permeabilidad de la frontera en ambas direcciones también produjo la existencia de categorías sociales mixtas: los elches, o cristianos (muchas veces ex-cautivos) que se convertían al islam y los tornadizos que eran la categoría inversa. Transitaban sin ningún problema por el territorio fronterizo los ejeas, intermediarios dotados de salvoconductos que negociaban los rescates de prisioneros.

Territorio del reino nazarí durante el. En verde claro, los territorios conquistados por los reinos cristianos desde el incluyen Ceuta, en la costa de África.

Aunque no faltaron operaciones militares más importantes, fueron puntuales y limitadas en extensión, como la toma de Antequera (1410), que sirvió fundamentalmente para prestigiar a Fernando I de Aragón de Trastámara, que añadió el nombre de la ciudad conquistada al suyo, como los generales romanos, siéndole muy útil para su elección como rey de Aragón en el compromiso de Caspe (1412); o la batalla de La Higueruela (1431), en el reinado Juan II de Castilla, que también en este caso fue objeto de un aparato propagandístico desproporcionado en beneficio del valido Álvaro de Luna.
La noticia de la Toma de Granada fue celebrada con festejos en toda Europa: en Roma se celebró una procesión de acción de gracias del colegio cardenalicio; en Nápoles se representaron dramas alegóricos de Jacopo Sannazaro, en los que Mahoma huía del león castellano; en la Catedral de San Pablo de Londres, Enrique VII de Inglaterra hizo leer una elogiosa proclama: 

Este hecho acaba de ser consumado gracias a la valentía y a la devoción de Fernando e Isabel, soberanos de España que, para su eterna honra, han recuperado el grande y rico reino de Granada y tomado a los infieles la poderosa capital mora, de la cual los musulmanes eran dueños desde hacía siglos.

El enfrentamiento entre Cristianismo e Islam dotaba al conflicto de un rasgo inequívocamente religioso, que la implicación vigorosa del clero se encargó de remarcar, incluyendo la concesión por el papado de la Bula de Cruzada. Terminada la guerra, Isabel y Fernando recibieron el título de Católicos (1496) por el papa valenciano Alejandro VI, de la familia Borgia, en un reconocimiento del ascenso de España como potencia europea homologable, en lo que tampoco era ajena la política de "máximo religioso" de los Reyes, que había producido la expulsión de los judíos en 1492, poco después de la toma de Granada. La presión sobre los conversos, a través de la recién instaurada Inquisición española, estaba siendo particularmente dura desde el primer auto de fe (Sevilla, 1481). Por si esto fuera poco, el Papado también les concedió el Nuevo Mundo descubierto y por descubrir (de nuevo en ese mismo año) a cambio de su evangelización, todo ello en el conjunto de documentos conocido como Bulas Alejandrinas. Las referencias a la recuperación de Jerusalén no dejaron de estar presentes como un horizonte retórico.
Desde una perspectiva más amplia, en el otro extremo del mar Mediterráneo se estaba formando el gigantesco Imperio otomano, musulmán, que había tomado la cristiana Constantinopla en 1453 y aumentaba sus dominios en los Balcanes, el Próximo Oriente y ponía en jaque a la cristiandad oriental, llegando incluso a ocupar temporalmente el puerto italiano de Otranto en 1480, considerado dominios de la cristiandad occidental. No obstante, los granadinos debieron enfrentarse solos a los cristianos, puesto que sus posibles aliados, los sultanes de Fez, de Tremecén o de Egipto no se implicaron en la guerra.
Como proceso histórico, el avance territorial español no se detuvo con la toma de Granada y continuó de hecho durante el siglo siguiente, al seguir existiendo las fuerzas sociales que alimentaban esa necesidad expansiva. Esa expansión pudo verse en el exterior que, junto a los azares dinásticos que reunieron diversos territorios europeos, formó el Imperio español: la simultánea conquista de las Islas Canarias y la posterior Conquista de América (vista por primera vez por europeos después de los vikingos el 12 de octubre de 1492, en la expedición prevista en las Capitulaciones de Santa Fe firmadas por Colón y los Reyes frente a la Granada asediada); de la toma puntual de plazas del norte de África; además de la conquista del cristiano reino de Navarra en 1512.

### El ejército
Durante la marcha hizo talar los campos y retó a combate al enemigo. El temor a las revueltas intestinas de los granadinos obligó al rey Albuhacén a rehusarle, no presentando nunca sus batallas ante las nuestras y limitándose a esconder entre los olivares multitud de peones y a colocar junto a los emboscados, prontos a acudir a la escaramuza, algunos jinetes sueltos, que en revuelto pelotón fingían caminar a la ventura; todo a fin de caer sobre los nuestros, si en su afán de pelear acometían incautamente a los moros en su marcha. Adivinó D. Fernando el ardid, y dio orden a los soldados de no empeñar combate a escondidas.

Bandera utilizada por la infantería de los Reyes Católicos.

Luego, a medida que se iban acercando a Granada, cuidaba más de la seguridad de los reales; no permitía a hombres de armas ni a peones romper el orden de las batallas, ni a los destinados a la tala de los campos que saliesen sin fuerte escolta; a todo proveyó con maduro consejo para evitar un descalabro como el ocurrido el año anterior junto a Loja. A ejemplo del Rey, los Grandes y el ejército entero observaban la más estricta disciplina, yendo a la aguada con la debida cautela, evitando con las patrullas las sorpresas del enemigo, procediendo, en fin, en todo cual cumplía a un ejército perfectamente disciplinado. Sólo fue obstáculo para continuar provocando a combate a la multitud enemiga, la insuficiencia de los víveres, porque, fuera de las mieses, todos los demás alimentos escaseaban, y no hubieran podido los soldados sufrir mucho tiempo sin quejarse la falta de víveres
Alonso de Palencia, Guerra de Granada, libro III (1483)

Fue experimentada en las guerras de Granada una nueva formación militar mixta de artillería e infantería dotada de armamento combinado (picas, espingardas, más tarde arcabuces...), con utilización menor de la caballería que en las guerras medievales, y con soldados mercenarios sometidos a una disciplina diferente a la del código de honor del vasallaje feudal, y sin olvidar contingentes no combatientes, en ocasiones numerosísimos: hasta 30.000 "obreros" en 1483, encargados de recoger o quemar cosechas (las famosas talas para debilitar la economía enemiga) y realizar otras tareas con valor táctico y estratégico.
Esta innovadora unidad militar fue conocida posteriormente como tercios. A los pocos años se utilizaron con éxito en las Guerras de Italia al mando de un militar experimentado en las campañas andaluzas: Gonzalo Fernández de Córdoba o el Gran Capitán.
De todos modos, aunque se ha insistido en ello abundantemente por la historiografía, no conviene exagerar el precedente: las entrenadas tropas de choque castellanas de las Guerras de Granada seguían siendo esencialmente la caballería real y señorial, y las milicias a pie, en su mayor parte eran de reclutamiento concejil, en gran parte no combatiente, y su rendimiento fue mediocre.
Para Ladero Quesada fue la última hueste medieval de Castilla, claramente diferente de los cuerpos profesionales del siglo siguiente. Lo que sí puede considerarse una clara muestra de la forma moderna de hacer la guerra es el volumen de medios empleados: hasta 10.000 caballeros y 50.000 infantes, y más de 200 piezas de artillería construidas en Écija con ayuda de técnicos franceses y bretones. Los artilleros pasaron de ser cuatro en 1479 a 75 en 1482 y 91 en 1485, muchos de los cuales proceden de Aragón, Borgoña o Bretaña. La cantidad de animales de tiro y carga también se contaba por decenas de miles (hasta 80.000 mulas requisadas en un año).
La guerra fue casi completamente terrestre. Aunque hubo una considerable presencia naval de buques castellanos (del Atlántico andaluz, vascos y de otros puertos cantábricos) y aragoneses, no pasaron de realizar una eficaz función de bloqueo, vigilancia y corso, dificultando la relación de los granadinos con sus posibles aliados del otro lado del Estrecho, que tampoco demostraron mucho interés por intervenir.
En cuanto a los costes financieros, fueron inmensos. Ladero Quesada aventura una cifra de mil millones de maravedíes para la Corona y otro tanto para los demás agentes que intervinieron. Se consiguió recaudar, además de los ingresos ordinarios (siempre en maravedíes): 650 millones con la Bula de Cruzada, 160 millones con subsidios o décimas del clero (habitualmente exento) y 50 millones de las juderías y comunidades mudéjares. Solo los esclavos vendidos tras la toma de Málaga significaron más de 56 millones. Siendo insuficientes, se recurrió al crédito tanto en Castilla (de forma obligatoria a concejos, a la Mesta, a las colonias de mercaderes extranjeros y a algunos nobles) como fuera de ella (16 millones en Valencia) y la emisión de juros con un interés entre el 7 y el 10%.

## Protagonistas

### Los cristianos

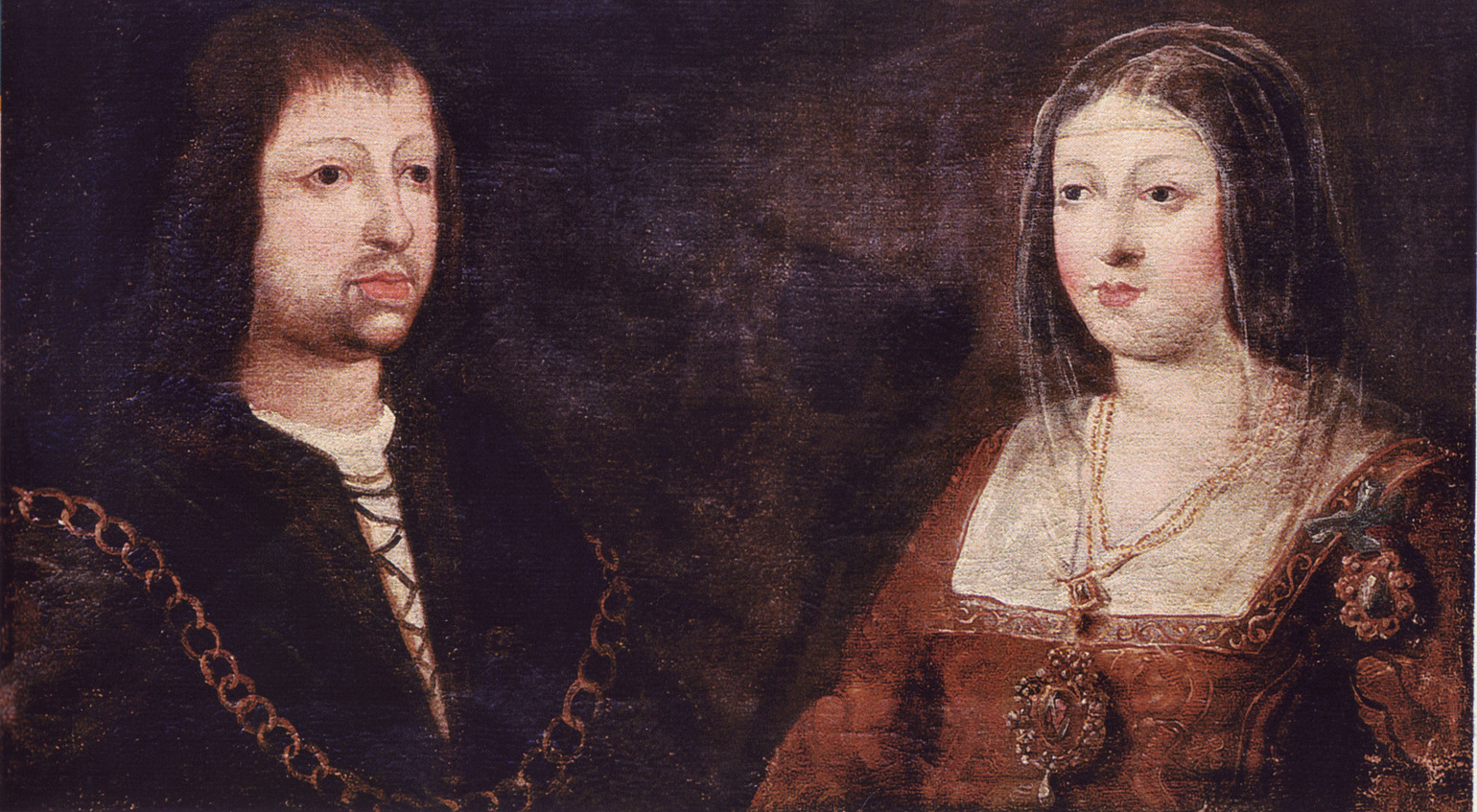
Los Reyes Católicos conquistadores de Granada.

Durante la guerra de Granada la dirección de la conquista correspondió a la monarquía.
Isabel I de Castilla no dejaba de estar presente en lugares no demasiado seguros (acudió a algunos asedios, e incluso estuvo presente en el campamento real durante un terrible incendio). La famosa promesa de no cambiarse de camisa hasta no tomar la ciudad (que quizá no fuera Granada, sino Baza) es un mito de imposible verificación, que también se ha relacionado con el cierre de los baños moros, por cuestiones morales.
La implicación personal de Fernando fue constante.
También correspondió a la nobleza un papel protagonista, sin minusvalorar la presencia fundamental del clero (como la del confesor real, Hernando de Talavera) y la más oscura de las clases medias (como la del secretario real Fernando de Zafra).

### Los caballeros castellanos
Ciertas familias de la aristocracia castellana destacaron por su participación en estas guerras, aunque al contrario que en las anteriores Guerras civiles castellanas, en este caso sometidas a una fuerte autoridad real.
Descolló la familia de Mendoza en la persona de Íñigo López de Mendoza y Quiñones, I marqués de Mondéjar y II conde de Tendilla, conocido como El Gran Tendilla, que recibió el cargo hereditario de Alcaide de la Alhambra y los de Capitán General y Virrey de Granada.
La frontera, al comienzo de la guerra, quedó militarmente a cargo de tres altos nobles: Alonso de Cárdenas, maestre de la Orden de Santiago, en el oeste, con base en Écija; Pedro Manrique III de Lara, I duque de Nájera, en el norte, con base en Jaén; y Pedro Fajardo y Chacón, adelantado de Murcia, con base en Lorca.

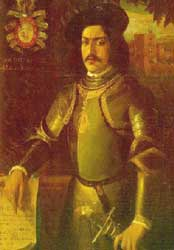
Hernán Pérez del Pulgar, el alcaide de las Hazañas de la guerra de Granada.

El ya nombrado Gonzalo Fernández de Córdoba alcanzó un protagonismo especial y un futuro mucho más importante que el que parecía reservarle su posición de nacimiento, que si bien era en la alta nobleza (la casa de Aguilar y Córdoba) no era más que un hijo segundón. La capacidad de movilidad social ascendente no era imposible, pero estaban bien delimitadas las formas de acceder a ella: Gonzalo fue un ejemplo de cómo era necesaria una buena combinación de cuna, buena suerte, capacidad y esfuerzo personal para destacar en aquella turbulenta ocasión. Su ocasión llegó como consecuencia de su especial habilidad para contactar con los musulmanes, especialmente con el rey Boabdil que le consideraba amigo personal desde que este estuvo preso en el castillo de Lopera. Tras demostrar su ingenio y capacidad militar y organizativa, logró la alcaidía de una fortaleza importante (Íllora) y sus buenos oficios fueron trascendentales en el fin de la guerra.
También se produjeron ennoblecimientos de soldados de valor destacado, la última oportunidad de tal ascenso social, tanto por acabarse el territorio peninsular a reconquistar como por la mutación fundamental que se estaba produciendo en el concepto mismo de la guerra y de la función militar de la nobleza.

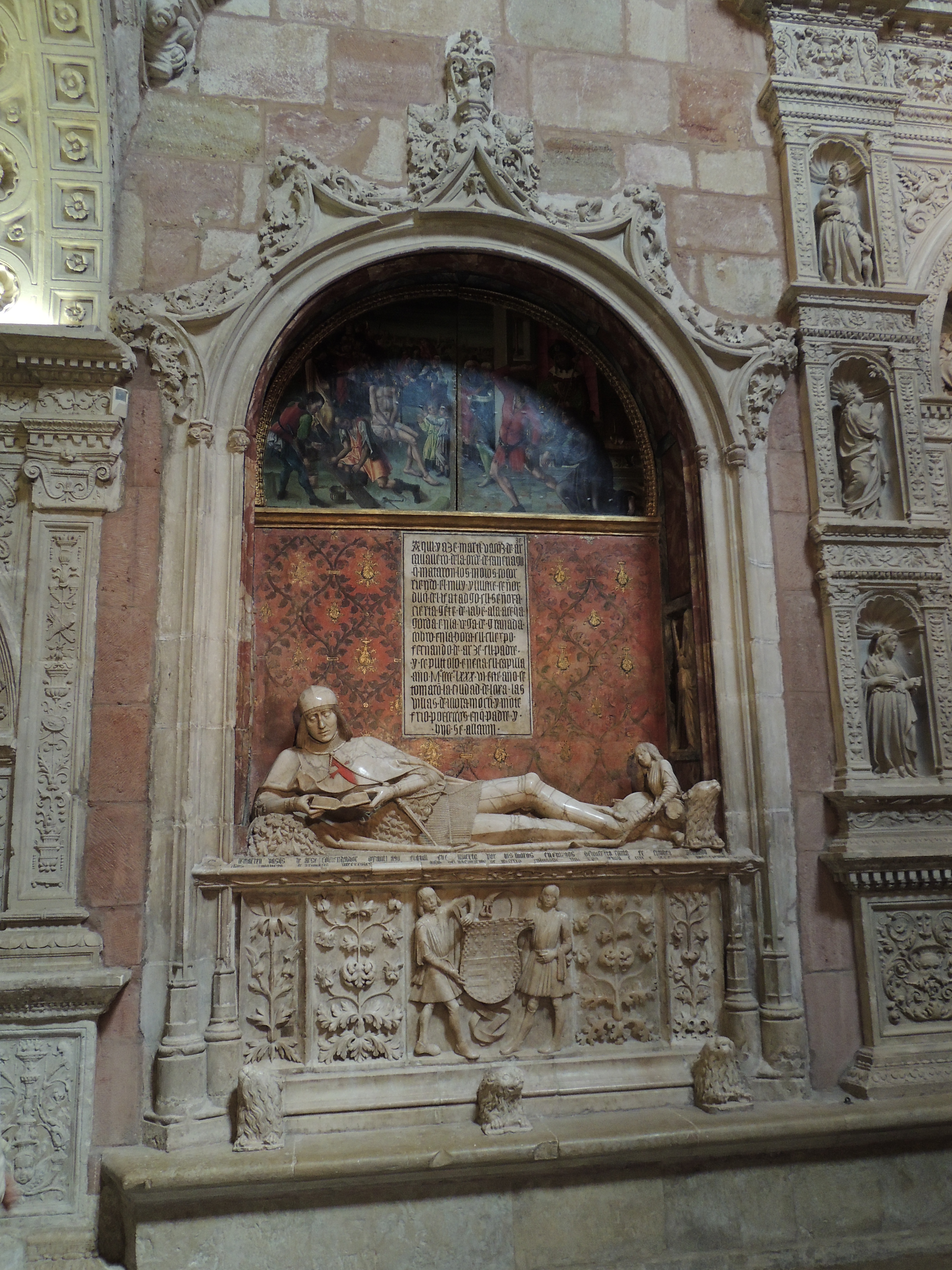
Tumba del Doncel de Sigüenza.

En cuanto a la consecución de gloria individual, puede citarse a Hernán Pérez del Pulgar, el alcaide de las Hazañas, que terminó luciendo en su escudo once castillos por las plazas tomadas (destacando Málaga y Baza) y uno más por un temerario golpe de mano nocturno en que clavó a las puertas de la Mezquita Mayor de Granada un Ave María e incendió la Alcaicería (1490).
Si la búsqueda de la fama póstuma era uno de los principios que más animaba al hombre del Renacimiento, también lo consiguieron los menos afortunados Martín Vázquez de Arce, el Doncel de Sigüenza y Juan de Padilla, el Doncel de Fresdeval, con su tempranas muertes en batalla y sus extraordinarias tumbas, respectivamente, en la Catedral de Sigüenza y el monasterio de Fresdelval.
En el Privilegio rodado de Asiento y Capitulación para la entrega de la ciudad de Granada, de 30 de diciembre de 1491, figuran un total de 48 confirmantes: los más altos nobles laicos y eclesiásticos que tomaron parte en la guerra de Granada hasta su rendición.

### Los sultanes nazaríes

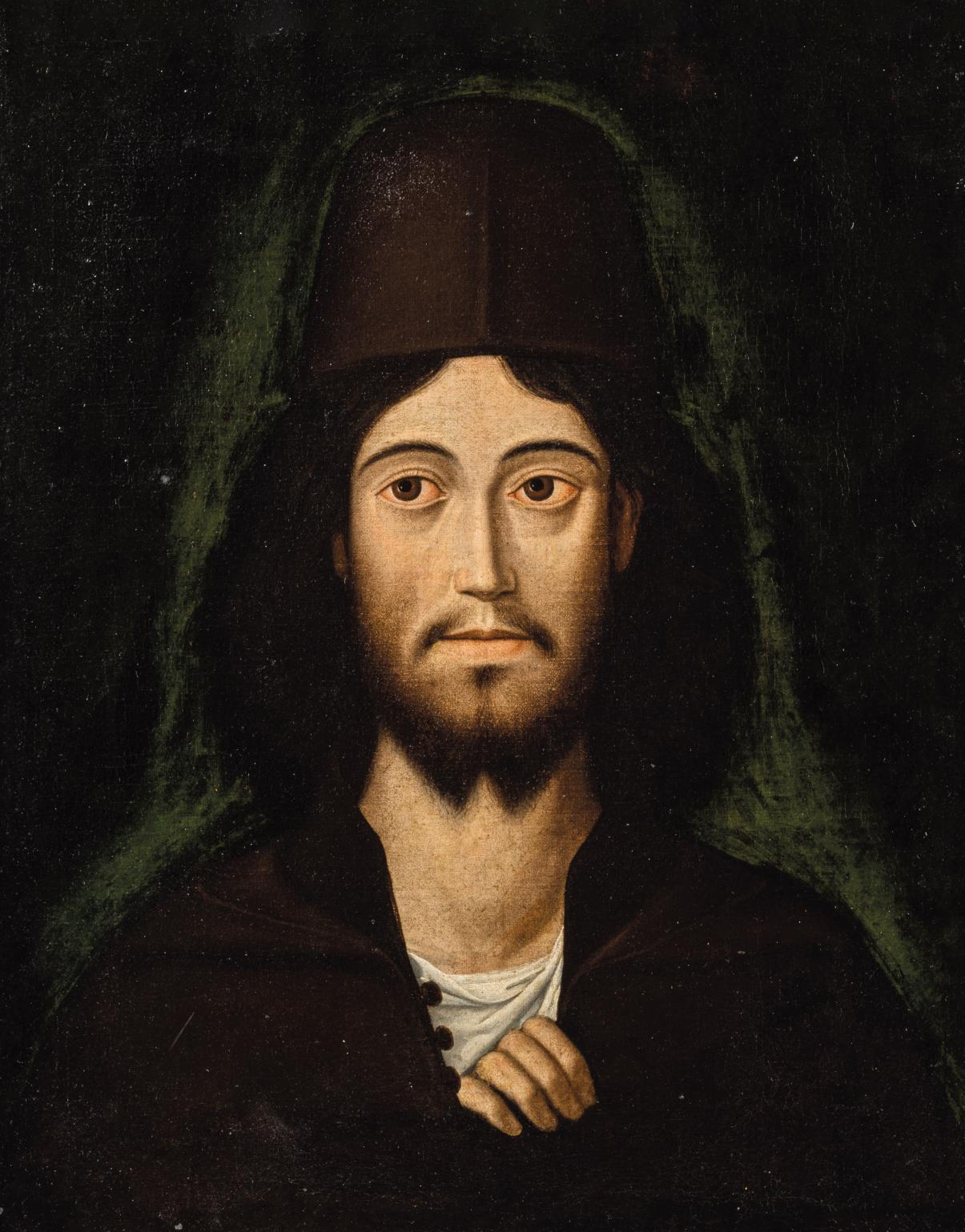
El sultán Boabdil, fue el último rey nazarí de Granada.

La guerra tuvo mucho que ver con el hecho de que, al mismo tiempo que los reinos cristianos se habían pacificado y reorganizado, el reino de Granada se enfrentaba a la crisis dinástica de los últimos sultanes nazaríes (habitualmente referidos como "reyes" en las fuentes cristianas), concretada por la lucha de poder entre estos tres personajes emparentados (entre paréntesis se indican sus periodos de gobierno efectivo):
- Abu-l-Hasan «Alí Muley Hacén» (1464-1482 y 1483-1485).
- Abu Abd-Alah, Mohámed XII «Boabdil» también llamado el Chico (1482-1483 y 1486-1492), hijo del anterior. Es el más implicado con los Reyes Católicos, con los que había acordado la entrega de Granada si se le garantizaba un señorío en las Alpujarras.
- Mohámed XIII «el Zagal» (1485-1486), hermano del primero y tío del segundo.

Cid Hiaya el-Nayyar (o Sidi Yahya), primo de Boabdil y cuñado de El Zagal, que actuaba como virrey o walí en Almería, Guadix y Baza, era partidario de la alianza con los castellanos, y terminó por entregar Baza y bautizarse con el nombre de Pedro de Granada (1489), iniciando la poderosa familia de los Granada Venegas.
Aparte de los enfrentamientos dentro de la familia real, la aristocracia granadina presentaba otras divisiones, como la rivalidad que adquirió tintes legendarios entre la familia de los zegríes (fronterizos o defensores de la frontera) y la de los abencerrajes (Banu Sarray, o sea, hijos del talabartero). También se registraron enfrentamientos entre los Alamines, los Venegas y los Abencerrajes en 1412. Estos últimos se sublevaron en Málaga en 1473 y fueron duramente reprimidos por Muley Hacén (incluyendo, según la leyenda, una matanza a traición en un salón de la Alhambra). Muchos huyeron a Castilla.

## Desarrollo
Se distinguieron tres etapas en la guerra de Granada.

### Primera etapa de 1482 a 1487

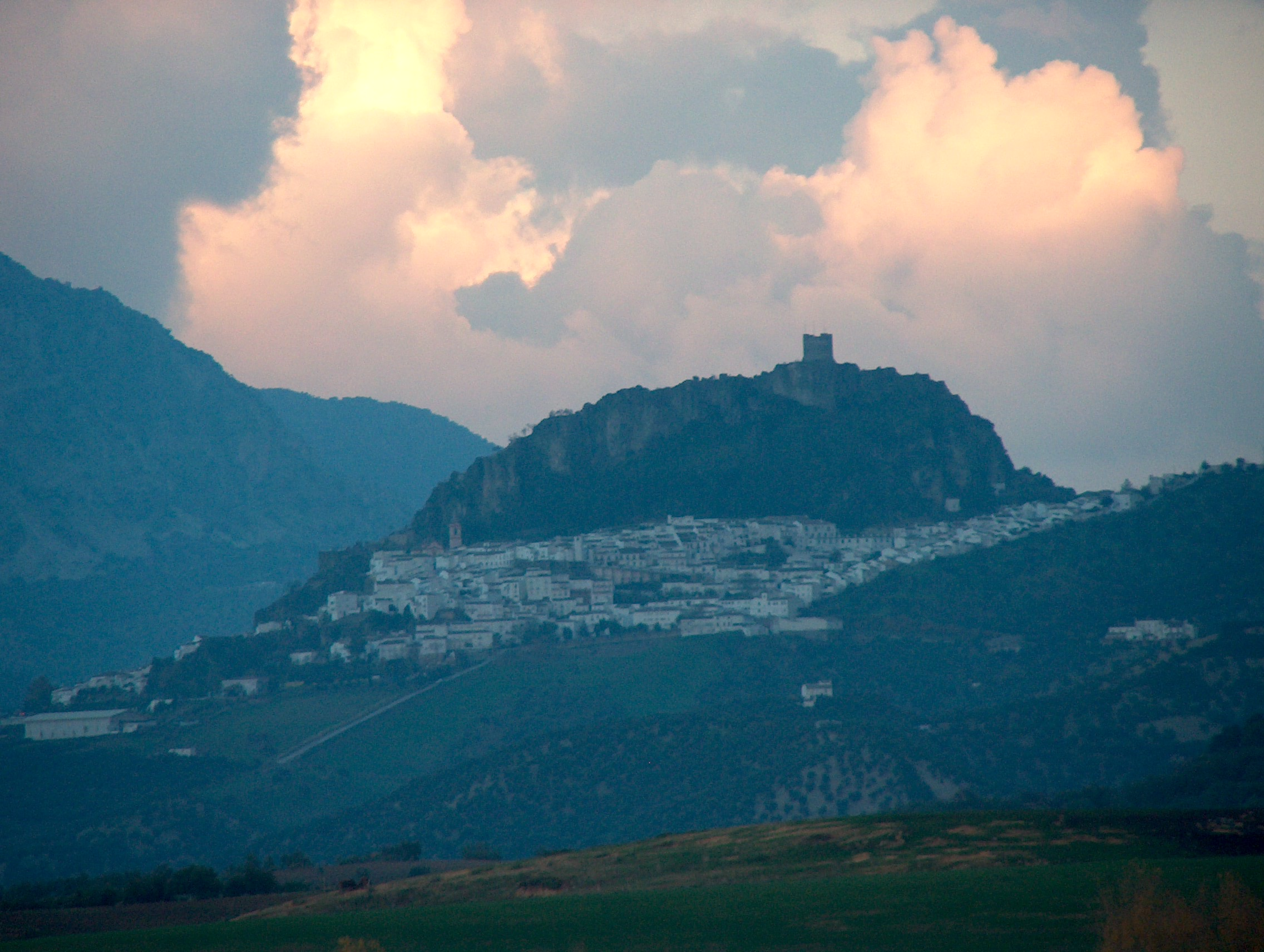
Zahara de la Sierra, en la actual provincia de Cádiz.

Una primera etapa se desarrolló en la conquista de la parte occidental del reino (actual provincia de Málaga, Loja y la Vega de Granada), aunque las conquistas territoriales se hicieron esperar hasta 1485, tras unos primeros años de improvisación.
 

Hasta entonces, las treguas entre Castilla y Granada se habían renovado regularmente (en 1475, 1476 y 1478). No obstante, los incidentes fronterizos no eran extraños, y la inestabilidad del reino musulmán empujó a una acción poco meditada: a finales del año 1481, como represalia por hostigamientos puntuales de parte cristiana, el rey granadino Muley Hacen tomó la estratégica ciudad de Zahara, el 28 de diciembre de 1481. Eso dio a los católicos una excusa para una operación de más envergadura el 28 de febrero de 1482: la toma de Alhama, llevada a cabo por orden expresa de los Reyes Católicos e ideada y coordinada por Diego de Merlo, representante real en Sevilla, con la concurrencia de Rodrigo Ponce de León y Núñez, II marqués de Cádiz, de Pedro Enríquez, Adelantado mayor de Andalucía; de Pedro de Zúñiga, conde de Miranda del Castañar; de Juan de Robles, alcaide de Jerez, y de Sancho de Ávila, alcaide de Carmona. "Eran los últimos días de febrero de 1482, cuando, caminando de noche, a pesar del excesivo frío y ocultándose al rayar el alba llegaron los cristianos a un valle cercano a Alhama, que hoy se llama Dona. Allí el Marqués de Cádiz reveló a los soldados el objetivo de la expedición. Seguidamente mandó que descabalgasen trescientos escuderos, que provistos de escalas y bajo las órdenes del Comendador Martín Galindo siguieron a Juan Ortega de Prado, capitán de escaladores. Al anochecido, cuando los escaladores llegaron a las murallas de Alhama, guiados por Ortega de Prado, las tomaron al asalto y posteriormente se precipitaron sobre la descuidada villa. Amanecía el 1 de marzo cuando los soldados de Ortega de Prado descendieron desde las posiciones que dominaban en la alcazaba, a la ciudad, abriendo una de sus puertas por las que entró el ejército cristiano tomando posesión de la villa." Posteriormente, ante los duros ataques de Muley Hacén que intentó hasta tres veces recuperar la plaza, prestó su ayuda Enrique Pérez de Guzmán y Fonseca, II duque de Medina Sidonia, aristócrata enemigo del marqués de Cádiz (en un ejemplo de sumisión a las órdenes reales y coordinación en un proyecto común) acudiendo en auxilio de Alhama con importantes fuerzas, con lo que Muley Hacén se retiró.
"Entró Muley en Granada entre las maldiciones de sus mismos súbditos; mas no por esto desistió de su empeño ni desesperó de rescatar la villa que acababa de ser testigo de su mayor derrota. No le hizo desistir de su empeño ni lo infructuoso de su anterior campaña, ni el consejo de sus wacires, ni los avisos de la naturaleza, que un día antes de su salida cubrió toda la ciudad de sombrías nubes, hizo saltar de sus lechos el Genil y el Darro, arrastró gran número de vecinos por los torrentes y levantó tristes presentimientos en el corazón de cuantos pensaban en los futuros destinos de su patria. Salió ahora con trenes de artillería; y el 20 de abril de 1482, apenas llegó ante los muros de Alhama cuando empezó á batirlos con acierto y obligó á los cristianos á que se recogieran dentro de sus baluartes. Impaciente por llevar á cabo su empresa, no quiso esperar ni la luz del día siguiente para ordenar el asalto: llamó á su tienda á los más esforzados de su ejército, les habló con la energía que inspiran las pasiones, les pintó fácil la toma de la villa si con valor y prudencia sabía escalaría por la parte más escarpada y peligrosa, y los animó á realizar inmediatamente su proyecto aprovechándose de las tinieblas de la noche. El punto por donde quería que entrasen en la villa estaba defendido por tan profundo precipicio, que los sitiados no habían creído nunca necesario protegerlo con máquinas de guerra; pero aunque lograron de pronto sorprenderlo y hacerlo suyo, no alcanzaron más que ir a poner en alarma a los cristianos, siendo los más víctimas de su entusiasmo y de su arrojo. No pudieron entrar en la plaza sino sesenta; y aislados estos y abandonados a sus propias fuerzas, tuvieron que sucumbir ante el número de sus enemigos después de haber derramado raudales de su propia sangre. Entre éstos y los que fueron á morir en el hondo del abismo despeñados de las escalas que habían aplicado al muro, vio perdida Muley no sólo la flor de sus guerreros, sino también su esperanza, reconoció sobre sí la mano de la fatalidad, maldijo con la mayor amargura su destino, y no vio otro medio de salvación que levantar el sitio y arrostrar de nuevo en Granada la cólera del pueblo. Forjó todavía otros proyectos: pensó proclamar la guerra santa y dirigir contra Alhama todas las fuerzas de su reino; mas tuvo que convencerse pronto de que estaba perdida y perdida para siempre."
"Abastecida la villa de mantenimientos y municiones, dejaron por Alcaide de ella á D. Diego de Merlo, Asistente de Sevilla, con ochocientos hombres de los que habían llegado de refuerzo, y volvieron los demás camino de Antequera, donde supieron que el Rey Don Fernando había llegado hasta Lucena, en socorro de los sitiados, y había vuelto á Córdoba, recibida que hubo la noticia del levantamiento del cerco." Esta plaza fue objeto de una especial atención durante el resto de la guerra, y confiada su defensa como un gran honor a personajes importantes (Diego de Merlo, Luis Portocarrero, y desde el 16 de junio de 1483 Iñigo López de Mendoza, conde de Tendilla). La Crónica de los Reyes Católicos recoge ampliamente el comportamiento de Diego de Merlo en Alhama. Algunos pasajes son significativos: «Aquel caballero Diego de Merlo no quiso salir de la cibdad, porque había principiado la toma della, e propuso de la no dexar, salvo de la sostener, fasta entregarla al Rey, o a su cierto mandado». Llegado el momento, relevaron a Diego de Merlo «e a los otros capitanes e gente que en guarda della habían quedado; e regradescióles los trabajos que había habido en la defender». Era el día 14 de mayo de 1482. Diego de Merlo aconsejó a los Reyes Católicos que, para continuar la guerra, se talase la Vega de Granada y se sitiase la ciudad de Loja, idea que se puso en práctica. Si bien mantener una plaza avanzada y aislada como Alhama era un disparate desde el punto de vista estratégico, se hicieron todos los esfuerzos necesarios para mantenerla abastecida y relevadas periódicamente las tropas de su guarnición, funcionando como uno de los elementos propagandísticos movilizadores de la guerra. Por otra parte, los castellanos conservaron este puesto avanzado, esta cabeza de puente, porque además, les facilitaba la entrada en el corazón de las posesiones enemigas. "Los Reyes Católicos, por cierto aviso que recibieron de Diego de Merlo, convocaron á consejo á los capitanes de Andalucía más prácticos en los negocios de la guerra, y les pidieron parecer sobre si convenía o no la conservación de Alhama. Oyeron la opinión de todos, y aunque vieron a muchos decididos á que se la desmantelara y abandonara por no ser posible guardarla sin grandes gastos é inmensos sacrificios contra las continuas invasiones que la amenazaban, hallábanse ya tan resueltos á no retroceder hasta que dominasen todo el reino de Granada, que lejos de arruinarla llevaron a ella hasta diez mil peones y ocho mil caballos y la tomaron como punto de partida é hincapié de su larga y peligrosa empresa. No era ya fácil volver á combatirla: mucho menos ganarla."
No es extraño que algunas piezas del romancero, destacadamente el Romance de la pérdida de Alhama, eligiendo este episodio ejercieran una función divulgativa:
Paseábase el rey moro

por la ciudad de Granada,

desde la puerta de Elvira

hasta la de Vivarambla

-¡Ay de mi Alhama!

Cartas le fueron venidas

que Alhama era ganada.

Las cartas echó en el fuego,

y al mensajero matara.

-¡Ay de mi Alhama!

Descabalga de una mula

y en un caballo cabalga,

por el Zacatín arriba

subido se había al Alhambra.

...

-Habéis de saber, amigos,

una nueva desdichada:

que cristianos de braveza

ya nos han ganado Alhama.

-¡Ay de mi Alhama!

Allí habló un alfaquí,

de barba crecida y cana:

-Bien se te emplea, buen rey,

buen rey, bien se te empleara

-¡Ay de mi Alhama!

-Mataste los Bencerrajes,

que eran la flor de Granada;

cogiste los tornadizos

de Córdoba la nombrada.

-¡Ay de mi Alhama!

Por eso mereces, rey,

una pena muy doblada:

que te pierdas tú y el reino,

y aquí se pierda Granada.

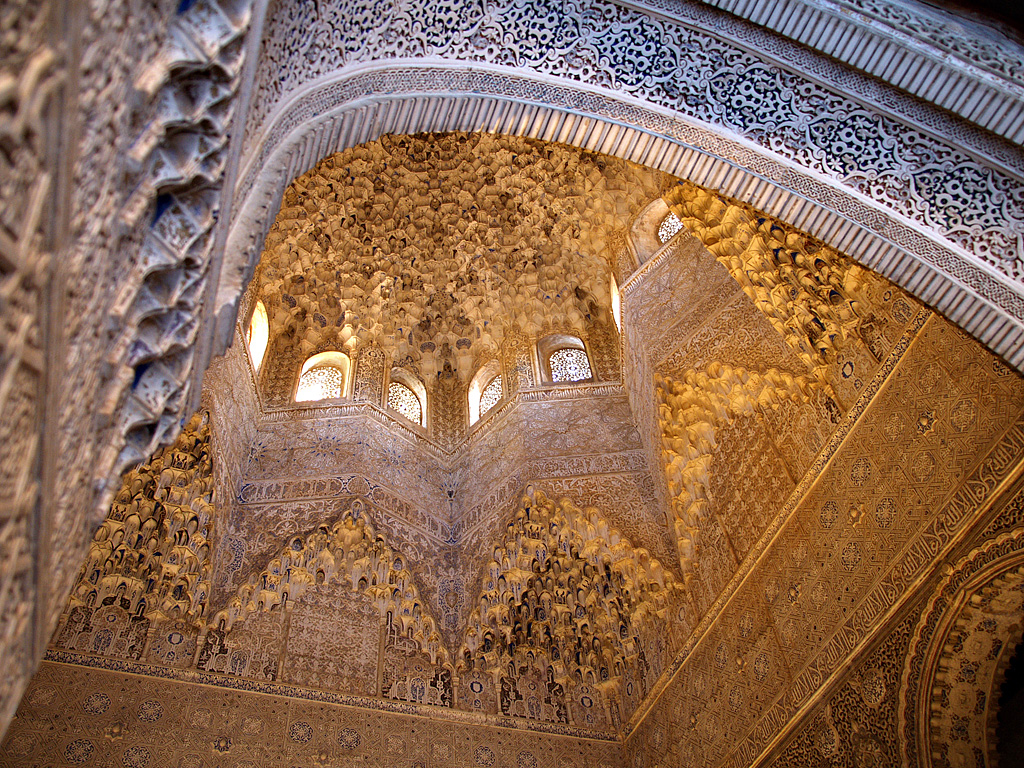
Techo de la Sala de los Abencerrajes de la Alhambra, donde cuenta la leyenda que fueron asesinados por orden del sultán treinta y seis caballeros principales de la familia Banu Sarray o abencerrajes.

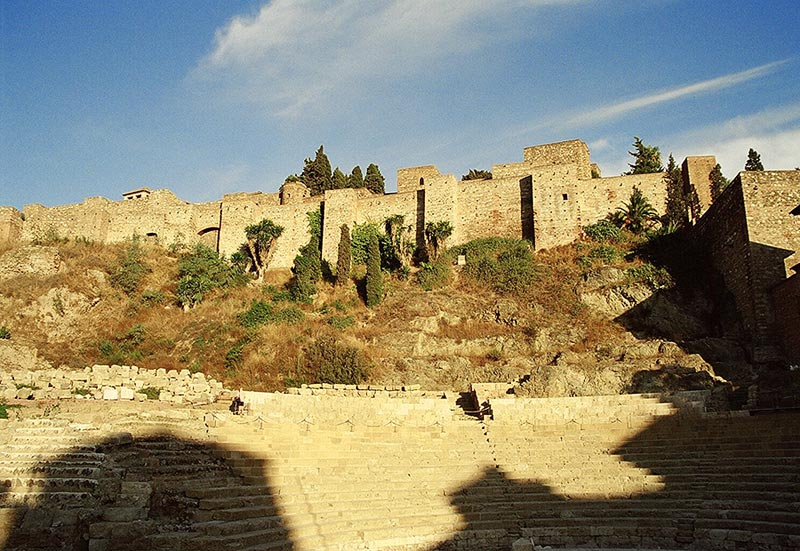
La alcazaba de Málaga, fortaleza musulmana en el monte Gibralfaro, sobre el antiguo teatro romano.

Las siguientes operaciones significaron un fracaso para los cristianos: en el fallido ataque a Loja (julio de 1482) murió el maestre de la Orden de Calatrava, Rodrigo Téllez Girón, y en la primavera siguiente tampoco se consiguió tomar Málaga ni Vélez Málaga, cayendo prisioneros importantes nobles, como Juan de Silva,  III conde de Cifuentes.
En abril de 1483, en medio de las disensiones internas, y con el fin de adquirir prestigio, Boabdil intentó sin éxito tomar Lucena con 700 jinetes y 9000 soldados, pero fue derrotado por el conde de Cabra, cayendo prisionero. El destino del Rey Chico fue debatido en un consejo celebrado en Córdoba. El marqués de Cádiz era consciente de las implicaciones en la política interior granadina.

Porque los moros tienen poca fe con sus reyes, e les an tan poco acatamiento, que ligeramente los fazen y desfacen estando libres; mayormente estando presos, según que en diversos tienpos lo avemos visto, e agora veemos en la prisión deste. La qual sabida, luego los más que estauan a su obidiençia tornaron a la del rey su padre, e priuaron al fijo del nonbre de rey que le avían dado.
Fernando del Pulgar

Los Reyes Católicos emprendieron una jugada que demostró ser decisiva: lo liberaron tras asegurarse su alianza, incluyendo el pago de tributos. Desde Almería, hizo la guerra a su padre el sultán Muley Hacén. Al poco tiempo (en otoño), Zahara, la plaza que había originado el conflicto, volvió a manos cristianas. También tuvo importancia la toma de Tájara durante una vasta expedición de aprovisionamiento a Alhama y de tala de la vega granadina dirigida por el propio Fernando. Su situación frente a Loja la hizo clave en la fase siguiente.
El resentimiento contra Boabdil repuso a su padre en el trono de Granada y le valió una fatwa o condena por un tribunal compuesto de los más prestigiosos cadíes, muftíes, imanes y profesores el 17 de octubre de 1483, que a pesar de citar gravísimas consecuencias fundamentadas en el Corán, también dejó prudentemente un margen para la reconciliación:

De esto dijo el Enviado de Alá - Alá lo bendiga y salve - «No es otra cosa que la muerte», por lo que significa: destrucción de los musulmanes, incitación al enemigo a extirpar de raíz la flor y nata de los creyentes y violar sus cosas más sagradas, todo lo cual está declarado ilícito en el Libro de Alá, en la sunna de su Enviado - Alá lo bendiga y salve -, y en la opinión unánime de los ulemas, aparte otros peligros evidentes, ya que apoyarse en los infieles y pedirles ayuda cae con toda evidencia bajo la amenaza contenida en las palabras de Alá Altísimo: «¡Oh, creyentes! No toméis por amigos a los judíos y a los cristianos, porque unos son amigos de los otros. Aquel de entre vosotros que los tome por amigos se convertirá en uno de ellos. Alá no es guía de la gente injusta». Y en estas otras palabras: «Aquel de vosotros que lo hiciere, se apartaría del camino llano».

Haber prestado juramento de fidelidad al príncipe prisionero es obstinarse en los errores y hechos ilícitos a que nos hemos referido e insistir en los crímenes y maldades que ya han perpetrado. Todo aquel que les dé amparo o les ayude de palabra o de obra, presta ayuda a la rebeldía contra Alá Altísimo y se pone en contra de la sunna de su Profeta. Y todo aquel que se complazca en lo que hacen, o desee su victoria, tiene el deseo de rebelarse contra Alá en la tierra de Alá con la más grave de las rebeldías. Esta es la cualificación en tanto persistan en tal conducta.

Ahora bien, si vuelven a Alá y renuncian a la disensión y a la rebeldía en que se encuentran, los musulmanes tienen el deber de aceptarlos, porque Alá Altísimo dice: «Quien después de haber cometido injusticia vuelve a Alá y se enmienda, también Alá se vuelve a él». A Alá pedimos para que nos inspire el recto camino que debemos seguir, nos libre de la maldad de nuestras almas y afiance con bien nuestra concordia. Él, que puede hacerlo, nos valga en ello.
Autores de la fatwa

#### Punto de inflexión: 1485
Si hasta entonces, los dos primeros años de la guerra de Granada habían sido no muy distintos a la forma medieval de la guerra, en adelante, el ataque cristiano adquirió una intensidad y continuidad que demostraban la voluntad de suprimir definitivamente la existencia independiente del Reino de Granada. A partir de entonces y sucesivamente, cayeron Ronda (mayo de 1485), Marbella (sin combatir), Loja (mayo de 1486, con un uso decisivo de la artillería pesada), gran parte de la Vega de Granada (fortalezas de Íllora, Moclín, Montefrío y Colomera), y en la costa Vélez Málaga y la propia Málaga (19 de agosto de 1487). 

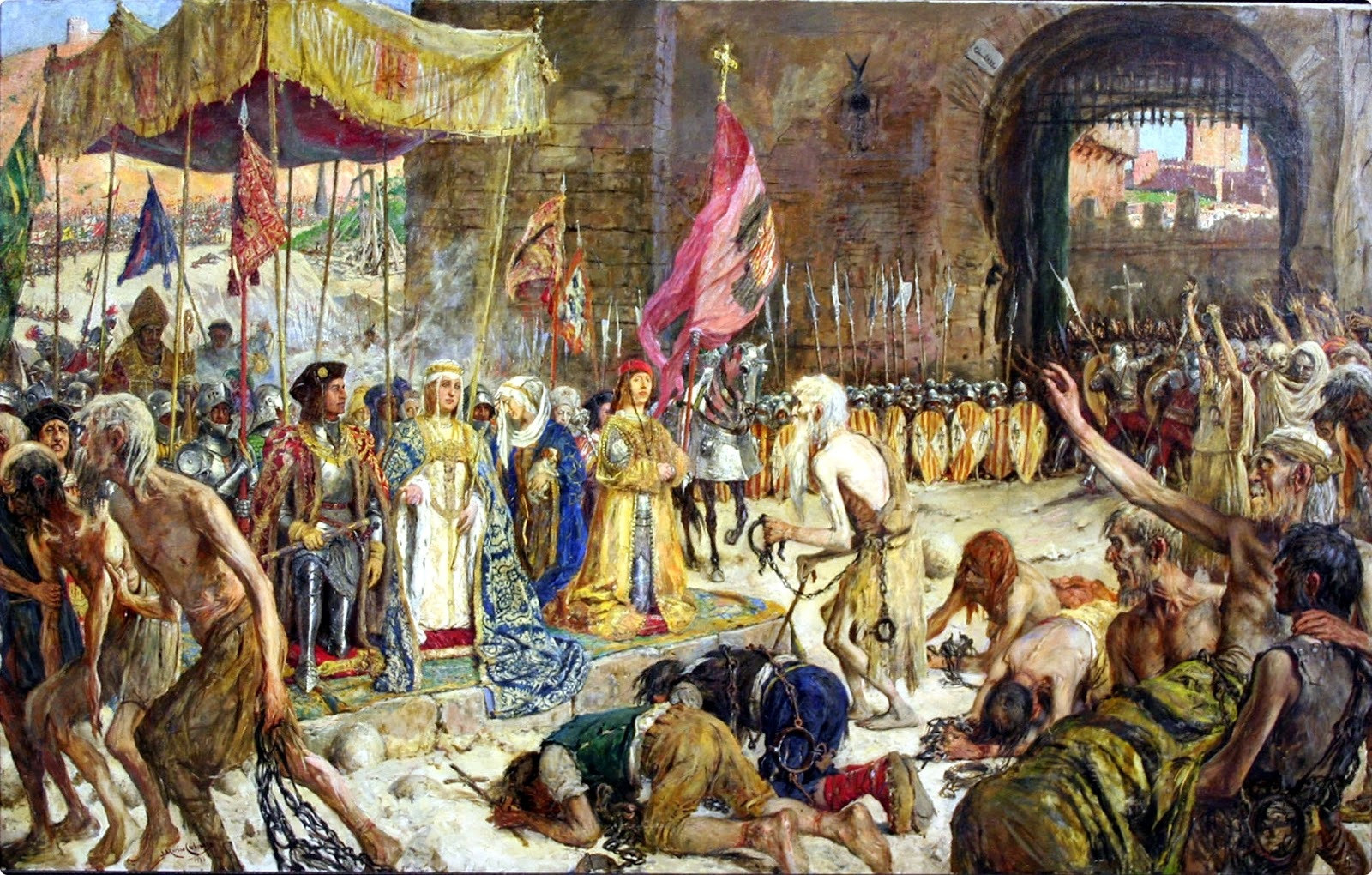
Liberación de los cautivos de Málaga por los Reyes Católicos. Obra de José Moreno Carbonero.

 Esta plaza era especialmente significativa por ser el principal puerto y por la reducción a esclavitud de la mayoría de sus 8000 habitantes (los que no reunieron un rescate de 20 doblas) y de los 3000 gomeres de su guarnición, de procedencia norteafricana, dirigidos por Hamet el Zegrí.
En el aspecto interior de la política granadina, las luchas intestinas eran no menos violentas e incluso más decisivas para la suerte final de la guerra. En 1485 el Zagal parecía haber derrotado a sus parientes, destronando a su hermano Muley Hacén (que murió poco después) y expulsando a su sobrino de las zonas que ocupaba. Boabdil se vio forzado a recuperar la imagen de guerrero islámico con una nueva ofensiva contra los cristianos, aunque en el transcurso de esta volvió a caer prisionero de Castilla. No obstante, el hecho no le fue desfavorable, ya que fue excusa suficiente para sellar un nuevo trato con los Reyes Católicos, poniéndose al frente de un ejército cristiano-musulmán que tomó Granada para Boabdil en 1487. Quedaba para el Zagal buena parte del resto del territorio, incluyendo ciudades asediadas, como Baza.

### Segunda fase, de 1488 a 1490
Esta fase de la guerra de Granada consistió en la conquista de la parte oriental del reino (actual provincia de Almería) y el resto del territorio, excepto la capital.
Las campañas militares se vieron frenadas en 1488 como consecuencia de varios factores: una epidemia de peste por toda Andalucía, la convocatoria de Cortes de Aragón en los reinos de la Corona de Aragón, que requería la atención de Fernando y el cansancio propio de los años transcurridos de guerra. También existieron razones de política exterior, pues la cuestión sucesoria de Bretaña, que involucraba al Reino de Navarra, proporcionaba una oportunidad que no podía desaprovecharse. Aunque la campaña dirigida contra el rey de Francia fue un fracaso militar, la jugada supuso un éxito diplomático y proporcionó la base de la futura invasión de Navarra e incluso de la alianza con Maximiliano I de Habsburgo, al que apoyaron en una coyuntura apurada.
Trasladada la base de operaciones a Murcia, se produjeron unas primeras conquistas relativamente sencillas (Vera, Vélez-Blanco y Vélez-Rubio). No obstante, localidades mejor defendidas, como Baza y Almería, se resistieron firmemente, en lo que significó la campaña más dura de toda la guerra (1489). La toma de Baza, asediada de junio a diciembre de 1489, llevó en poco tiempo a la capitulación de Almería, Guadix, Almuñécar y Salobreña, mientras el Zagal se rendía a los Reyes Católicos, pasando a su servicio desde su señorío de Andarax. Granada quedaba totalmente aislada. Más tarde (1491) se retiró a África, donde el sultán de Fez, por sugerencia de su sobrino Boabdil, le encarceló y cegó.

### Tercera fase, de 1490 a 1492
En la última fase de la guerra de Granada las operaciones se limitaron al asedio de la ciudad, dirigido desde el campamento-ciudad de Santa Fe. Con más intrigas que acontecimientos militares, los Reyes Católicos exigieron a Boabdil la entrega de la ciudad en cumplimiento de sus tantas veces renovados pactos.

El desenlace se demoró no tanto por resistencia de Boabdil, sino por su falta de control interno efectivo, que los cristianos tampoco deseaban erosionar en exceso. Las últimas negociaciones secretas incluyeron el respeto a la religión islámica de los que decidieran quedarse, la posibilidad de emigrar, una exención fiscal por tres años y un perdón general por los delitos cometidos durante la guerra. 

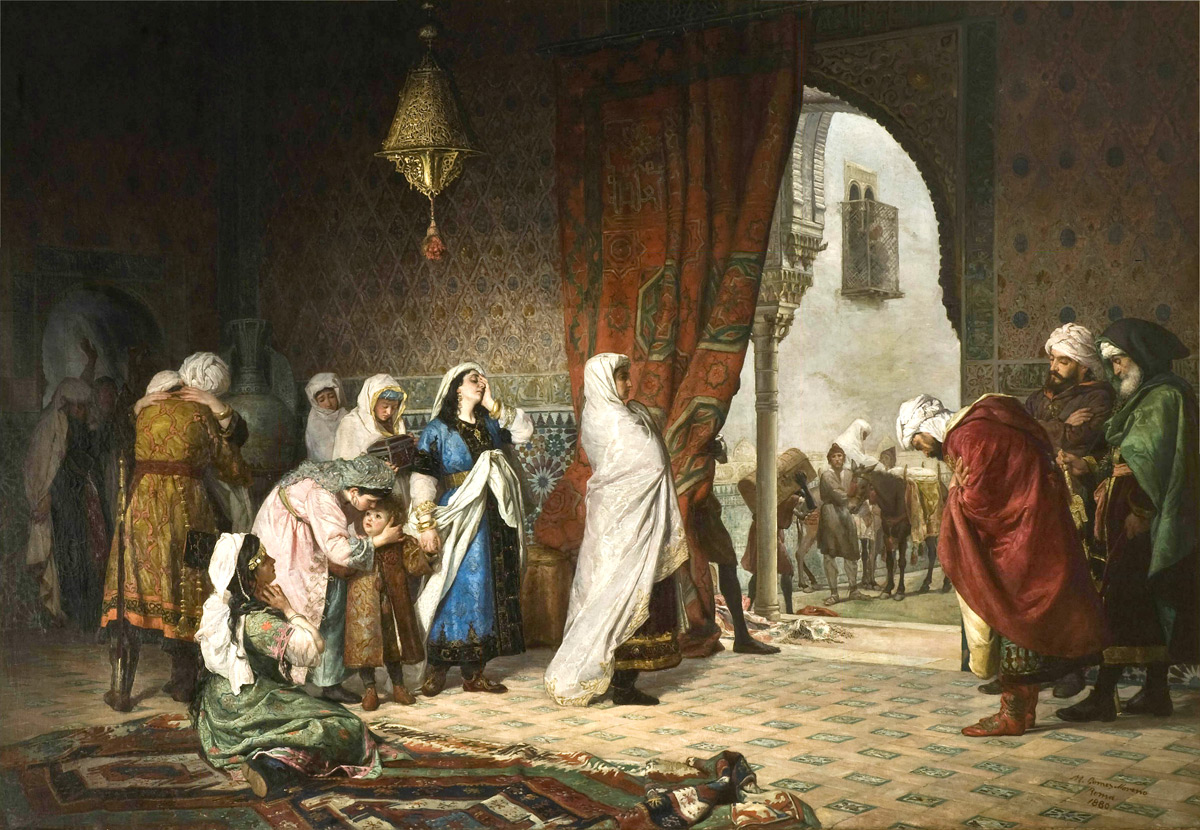
Salida de la familia de Boabdil de la Alhambra, obra de Manuel Gómez-Moreno González (1880).

 Se negociaron tres documentos entre los emisarios de los Reyes Católicos, Gonzalo Fernández de Córdoba y el secretario real Fernando de Zafra y el emisario de Boabdil, Abul Kasim (el Muleh o el Malih).

El de Zafra, portador de la propuesta definitiva de los Reyes de Castilla, se retrasaba aquel día en el interior de la plaza. Había caído ya la noche, y en el cuartel de los Reyes su tardanza infundía sospechas... Hernando de Zafra, que allá tarda, se cree le hayan muerto o preso... al quarto de la modorra, con ánimo enhiesto, sin que ningún peligro le apasionase, salió [Gonzalo de Córdoba] del real, hurtándose de las guardas; antes de la luz primera llegó a la Alhambra, donde halló con el Rey y los Alfaquíes Corrud y Pequeni y al Alcaide Muley y secretario Fernando de Zafra. Se discutían aún las garantías y certidumbre que los Reyes daban a Boabdil por su dominio de las Alpujarras. Y el recién llegado fue quien zanjó la discusión que ponía fin a lo tratado: El debdo y tierras, señor alcayde, durará quanto durare su señoría en el servicio de sus altezas
Hernán Pérez del Pulgar, citado y glosado por Luis María Lojendio

El 25 de noviembre de 1491 fueron firmadas las Capitulaciones de Granada, que concedieron además un plazo de dos meses para la rendición. No hubo necesidad de agotarlo, porque los rumores difundidos entre el pueblo granadino de lo pactado causaron tumultos, sofocados tanto por los cristianos como por los fieles a Boabdil, que acabó por entregar Granada el 2 de enero de 1492.

## El destino de los mudéjares convertidos en moriscos

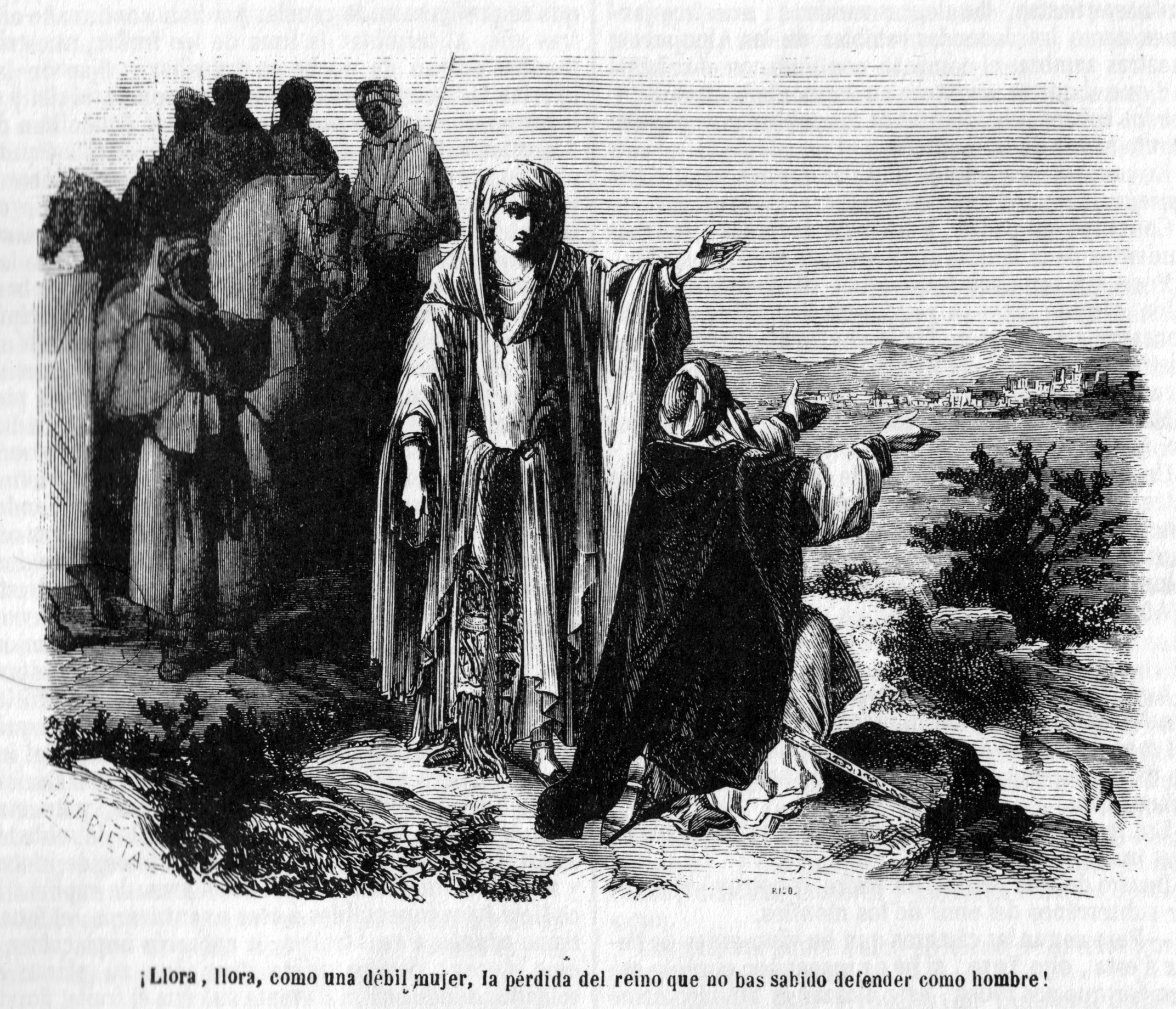
Grabado de la novela Los Monfíes de las Alpujarras (1859) de Manuel Fernández y González que muestra al rey Boabdil junto a su madre contemplando Granada tras la derrota.

Boabdil comenzó retirándose a las tierras alpujarreñas que le garantizaban los Reyes, pero finalmente (noviembre de 1493, tras una fuerte indemnización), optó por cruzar el Estrecho, como la mayor parte de la élite andalusí. Otros, como la familia Abén Humeya, se convirtieron al cristianismo y fueron recompensados con la conservación e incluso el incremento de su estatus social (señorío de Válor). No obstante, las conversiones fueron muy minoritarias entre la población musulmana, que quedó sometida al dominio cristiano —categoría social que durante la Edad Media venían recibiendo el nombre de mudéjares—. Dicha población estaba constituida fundamentalmente por campesinos sometidos a un duro régimen señorial, ahora con señores cristianos. Se calcula en casi mil el número de mercedes, que en este caso eran transferencias de propiedad a grandes señores, militares destacados o clérigos importantes, e incluso musulmanes aliados. Algunas serán incluso devoluciones parciales de tierras confiscadas durante la guerra, como la Merced a Fernando Enríquez Pequeñí (converso cuyo nombre árabe era Mohamed el Pequeñí), regidor de Granada, de parte de la hacienda de su yerno Mohamed Alhaje Yuçef, muerto en el combate de Andarax cuando luchaba contra las tropas reales. En la práctica totalidad eran señoríos de pequeñas dimensiones, con la excepción del marquesado del Cenete, que se formará con la concesión hecha al Cardenal Mendoza. Se puede decir que desde antes de acabar la conquista se está diseñando una colonización, planificada en buena parte por Fernando de Zafra, no exenta de contradicciones.

Si aquí se han de cumplir todas las mercedes, ni si es menester que se pueble de cristianos ni menos de moros. No entiendan vuestras altezas que esto se puede hacer todo junto, conplir con las mercedes y poblar los pueblos
Fernando de Zafra

La población mudéjar pasó en poco tiempo de ser tratada con una inicial política de apaciguamiento, como correspondía a las condiciones de la capitulación, dirigida en lo religioso por fray Hernando de Talavera, confesor de la reina y primer arzobispo de la ciudad; a otra de mayor firmeza a partir de la visita del nuevo confesor, el cardenal Cisneros (1499). Como resultado, se obtiene un incremento de las conversiones, pero también un motín en el Albaicín (arrabal granadino que había pasado a ser el gueto islámico de la ciudad, mientras la antigua medina pasaba a ser remodelada y ocupada por repobladores cristianos) y una sublevación en las Alpujarras. Tales desórdenes fueron considerados como una ruptura de las condiciones de la capitulación por la parte islámica, con lo que, libres de toda cortapisa, los reyes emitieron la Pragmática de 14 de febrero de 1502, que obligaba al bautismo o al exilio de los musulmanes. En la práctica los bautismos fueron masivos, con una coerción poco disimulada. Más que un remedio, se originó un problema de integración, incluyendo la rebelión de las Alpujarras (1568-1571, considerada una nueva guerra de Granada), su dispersión por los territorios castellanos del interior (siendo sustituidos por colonos cristianos viejos, en perjuicio de una agricultura tradicional extraordinariamente adaptada a un entorno natural muy delicado) y, con el tiempo, su expulsión (1609), junto con los moriscos de la Corona de Aragón.

## Visiones literarias
La guerra y conquista de Granada dio tema a numerosas composiciones literarias en español y otros idiomas. Fue asunto de una gran parte del Romancero nuevo, en especial de los llamados romances fronterizos y noticieros e inspiró además la maurofilia de los romances moriscos, la novela morisca y no pocos poemas heroicos y comedias de moros y cristianos. Asimismo hubo un importante eco europeo; baste mencionar Almahide ou l'esclave reine (1660) o a John Dryden y su The Conquest of Granada ("La conquista de Granada", 1670); más de un siglo después aparece la obra de Jean Pierre Claris de Florian Gonzalve de Cordoue ou la Conquête de Granada (1791), que influiría en el romanticismo posterior durante casi medio siglo en obras parecidas del resto de Europa. En EE. UU., por ejemplo, cabe mencionar a Washington Irving y su A cronicle of conquest of Granada junto a sus Cuentos de la Alhambra y a William H. Prescott y su The History of the Reign of Ferdinand and Isabella, the Catholic (1837).